# Johann Baptist Cantler
Johann Baptist Cantler  (* 24. Mai 1822; † 27. November 1919) war ein Richter am Amtsgericht Erding, der für seine Schnurren und Anekdoten auch noch lange Jahre nach seinem Tode in der bayerischen Justiz bestens bekannt war (und ist), was ihm auch den Beinamen „Schalk in der Richterrobe“ einbrachte.

## Leben
Johann Baptist Cantler wurde am 24. Mai 1822 in Neustadt an der Saale geboren. Seine Eltern waren Georg Cantler und Margaretha geb. Stechmann. Sein Vater, Richter am dortigen Gericht, starb, als der Junge gerade zwei Jahre alt war, und seine Mutter zog mit dem Kind in ihr Elternhaus nach Würzburg zurück, wo der Junge aufwuchs. Nach dem Abitur studierte Cantler ab 1840 Rechts- und Staatswissenschaften an der Julius-Maximilians-Universität Würzburg und wurde dort 1842 beim Corps Bavaria aktiv, dem er zeitlebens angehörte.
Nach Bestehen des „Staatskonkurses“, einer dem heutigen Assessorexamen entsprechenden Prüfung, entschied auch er (wie sein Vater) sich für die Richterlaufbahn und wurde zunächst angestellt beim Kreis- und Stadtgericht Würzburg. Im September 1857 kam er als Sekretär zum Bezirksgericht in Nürnberg, von wo er 1862 an das Nürnberger Stadtgericht wechselte. 1867 wurde er an das damalige Königlich Bayerische Landgericht (heute: Amtsgericht) Erding berufen. Im August 1879 zum Oberamtsrichter befördert, fungierte er dort bis zu seiner Pensionierung im 73. Lebensjahr im Jahr 1895.
Entgegen anderslautenden Quellen war Cantler verheiratet: Er ehelichte am 23. Februar 1858 Frau Sophie geb. von Lutzenberger, die Ehe blieb kinderlos. Seine Frau starb nach 28 Ehejahren am 14. November 1886.
In Erding, das damals 2862 Einwohner zählte, zählte Cantler natürlich als Amtsrichter zu den wenigen Honoratioren der Stadt, die sich regelmäßig in kleinem Kreise trafen. Cantler gründete in diesem Zusammenhang zwei Kegelgesellschaften und gab ihnen bewusst hochtrabende Namen: Die eine hieß: „Allerfürtrefflichste und exquisite Gesellschaft Pekunia, vulgo auch Thierkreis genannt“, die andere „Euconosphäria“. In diesen geselligen Runden trafen sich die Geistlichen, Ärzte, Apotheker, höheren Beamte und bedeutenderen Kaufleute von Erding zum Kegeln und trieben allerhand Allotria, organisierten aber auch Vorträge, Liederabende, Konzerte und Faschingsfeste.
Cantler verfügte auch über ein großes zeichnerisches Talent, was dazu führte, dass er teilweise auch als „Künstler“ geführt wird. Zahlreiche seiner Kegelvereinsfreunde zeichnete er – leicht karikierend – in für sie klassischen Posen, einige dieser Zeichnungen besitzt heute das Stadtarchiv von Erding und stellt sie bisweilen im Stadtmuseum aus. Bedeutender sind noch seine Uniformzeichnungen: Auf 96 Tafeln zu je 12 Bildern zeichnete er die Uniformen der bairischen Armee von 1800 bis 1873. Er schenkte diese dem Bayerischen Kriegsministerium, die Originale sind heute noch im Bayerischen Kriegsarchiv zu finden. Diese Sammlung wurde erst ab 1976 (und damit 67 Jahre nach seinem Tode) unter dem Titel „Der bayerischen Armee sämtliche Uniformen 1800 – 1873“ im Eikon-Verlag in Schwarzbach/Saale als Loseblattsammlung veröffentlicht.
Cantler starb mit 97 Jahren am 27. November 1919 in Erding und wurde dort bestattet. Sein Grab ist um 1950 eingeebnet worden.

## Anekdotisches
Bekannt und berühmt wurde Cantler durch seine unerschrockene Art, mit der er durch Satire und Witz überzogene Bürokratie und einen allzu laut wiehernden Amtsschimmel gegenüber Vorgesetzten zu geißeln pflegte. Hierum ranken sich zahlreiche Anekdoten, die noch Jahrzehnte nach seinem Ableben in der bayrischen Justiz für Heiterkeit sorgten und Referendaren als belehrendes Beispiel weitergegeben wurden. Hier sei eine kleine Auswahl veröffentlicht, im Übrigen sei auf die unten zusammengestellte Literaturliste verwiesen.

### Die Nase
Dienstliche Überprüfung des Herrn Oberamtsgerichtsrats. Dem Prüfer fällt ein Fach im Aktenschrank auf, das mit einer großen Nase verziert ist. Was das zu bedeuten habe. „Jo, da kumma alle Nasen nei!“ antwortet Cantler trocken. „Das geht nicht, das muß ich sofort beanstanden!“ -„Jo, dös kimmt dann aa da nei!“ kommentiert dies Cantler.

### Diesseitiges und jenseitiges Gericht
Schreiben des Landgerichts München II an das Amtsgericht Erding: „In beiliegender Sache ersucht das diesseitige Gericht das jenseitige Gericht, den Landwirt Korbinian Holzmüller in Eschenbach Nr. 12 zu den im nachfolgenden Beweisbeschluß unter lit. 11a-g aufgeführten Punkten als Zeugen einzuvernehmen...“. Nachdem Cantler erfahren hatte, dass der Zeuge Holzmüller mittlerweile gestorben war, schickte er die Akten zurück mit dem Vermerk: „... wird anheimgegeben, sich zwecks Vernehmung des Zeugen nicht mehr an das diesseitige Gericht, sondern an das Gericht im Jenseits zu wenden, ggfs. auch in zweiter Instanz an das Jüngste Gericht.“

### Die Aktenmännlein
Cantler, der ja über ein hervorragendes Zeichentalent verfügte, hatte in einer Gerichtsakte während einer offenbar recht langweiligen Verhandlung diverse Männchen auf einzelnen Seiten gezeichnet. Das vorgesetzte Landgericht München II nahm daran Anstoß, schickte die Akten nach Erding zurück mit der Aufforderung, „die Akten nach Entfernung der Männlein wieder in Vorlage zu bringen“. Cantler tat zunächst einmal gar nichts. Als nach einiger Zeit das Landgericht München II die Rücksendung der Akten anmahnte, schickte Cantler die Mahnung „gehorsamst urschriftlich zurück mit dem Bemerken, dass die Akten noch nicht vorgelegt werden können, da die Männlein sich immer noch nicht entfernt haben“.

## Auszeichnungen
- 1895: Als erster Bürger der Stadt Erding zum Ehrenbürger ernannt.
- 1950: Die Stadt Erding benannte nach ihm die Cantlerstraße.
- Seit 25. Oktober 1969: An seinem letzten Wohnhaus, Landshuter Str. 1, Erding, erinnert eine Gedenktafel an den „Schalk in der Richterrobe“, sie wurde vom damaligen bayerischen Justizminister Dr. Philipp Held enthüllt.